# Moritz Reichert

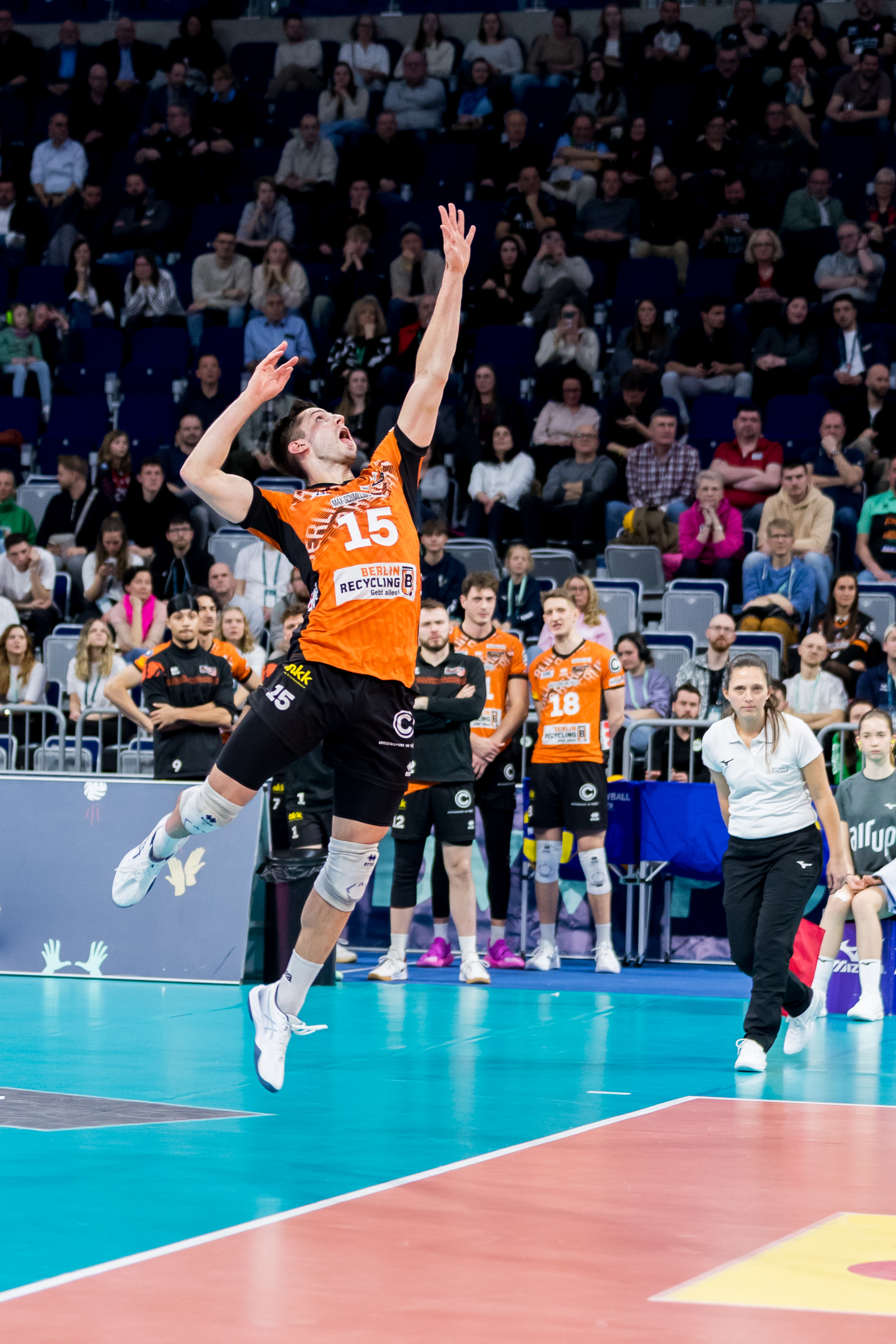
Moritz Reichert podczas wykonywania zagrywki w barwach klubu Berlin Recycling Volleys w finale Pucharu Niemiec 2024/2025

Moritz Reichert (ur. 15 marca 1995 w Lebach) – niemiecki siatkarz, reprezentant kraju, grający na pozycji przyjmującego. W latach 2020–2022 był zawodnikiem Trefla Gdańsk.

## Kariera klubowa
| Lata      | Klub                          |
| 2011–2014 | Volleyball-Internat Frankfurt |
| 2014–2015 | VfB Friedrichshafen           |
| 2015–2017 | United Volleys Rhein-Main     |
| 2017–2018 | Tours VB                      |
| 2018–2020 | Berlin Recycling Volleys      |
| 2020–2022 | Trefl Gdańsk                  |
| 2022–2023 | Tourcoing LM                  |
| 2023–2024 | Montpellier HSC VB            |
| 2024–     | Berlin Recycling Volleys      |

## Sukcesy klubowe
Puchar Niemiec:
- 2015, 2020, 2025[5]

Mistrzostwo Niemiec:
- 2015, 2019, 2025[6]
- 2016, 2017

Mistrzostwo Francji:
- 2018

Superpuchar Niemiec:
- 2019, 2024

## Siatkówka plażowa

### Partnerzy
- 2010: Kevin Conrad
- 2010–2011: Samuel Iacopetta
- 2012–2013: Clemens Wickler
- 2012, 2014: Georg Wolf

### Sukcesy
Mistrzostwa Niemiec Kadetów:
- 2013

Mistrzostwa Świata Kadetów:
- 2013

Mistrzostwa Niemiec Juniorów:
- 2013
- 2014